# Talarn
Talarn ist eine katalanische Gemeinde (municipio) mit 539 Einwohnern (Stand: 2024) in der Provinz Lleida im Nordosten Spaniens. Sie liegt in der Comarca Noguera.

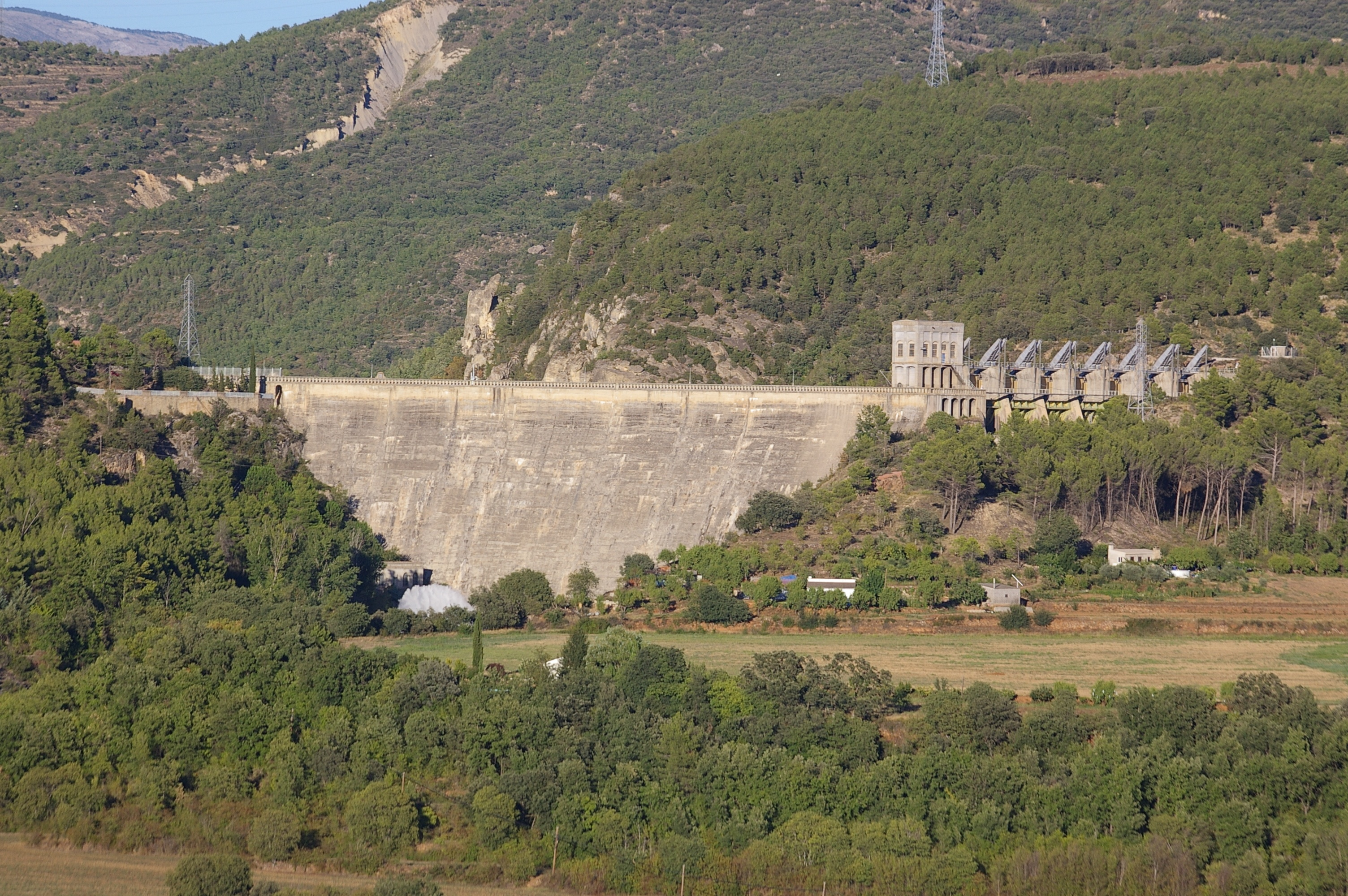
Stau- und Wasserkraftwerk von Talarn

## Geographische Lage
Talarn liegt etwa 61 Kilometer nordnordöstlich von Lleida in einer Höhe von ca. 570 m. Im Gemeindegebiet befindet sich die Presa de Sant Antoni, ein Wasserkraftwerk, dass die Energie des aufgestauten Noguera Pallaresa (Embalse de San Antonio) umwandelt.

## Bevölkerungsentwicklung
| Jahr      | 1970 | 1981 | 1991 | 2001 | 2011 | 2021 |
| Einwohner | 537  | 2133 | 371  | 353  | 523  | 489  |

## Sehenswürdigkeiten
- Burgreste von Talarn
- Martinskirche von Talarn
- Antoniuskirche in Susterris
- Marienkirche in Castelló de Encús
- Kalvarienkapelle
- Academia General Básica de Suboficiales, Unteroffiziersschule der spanischen Armee

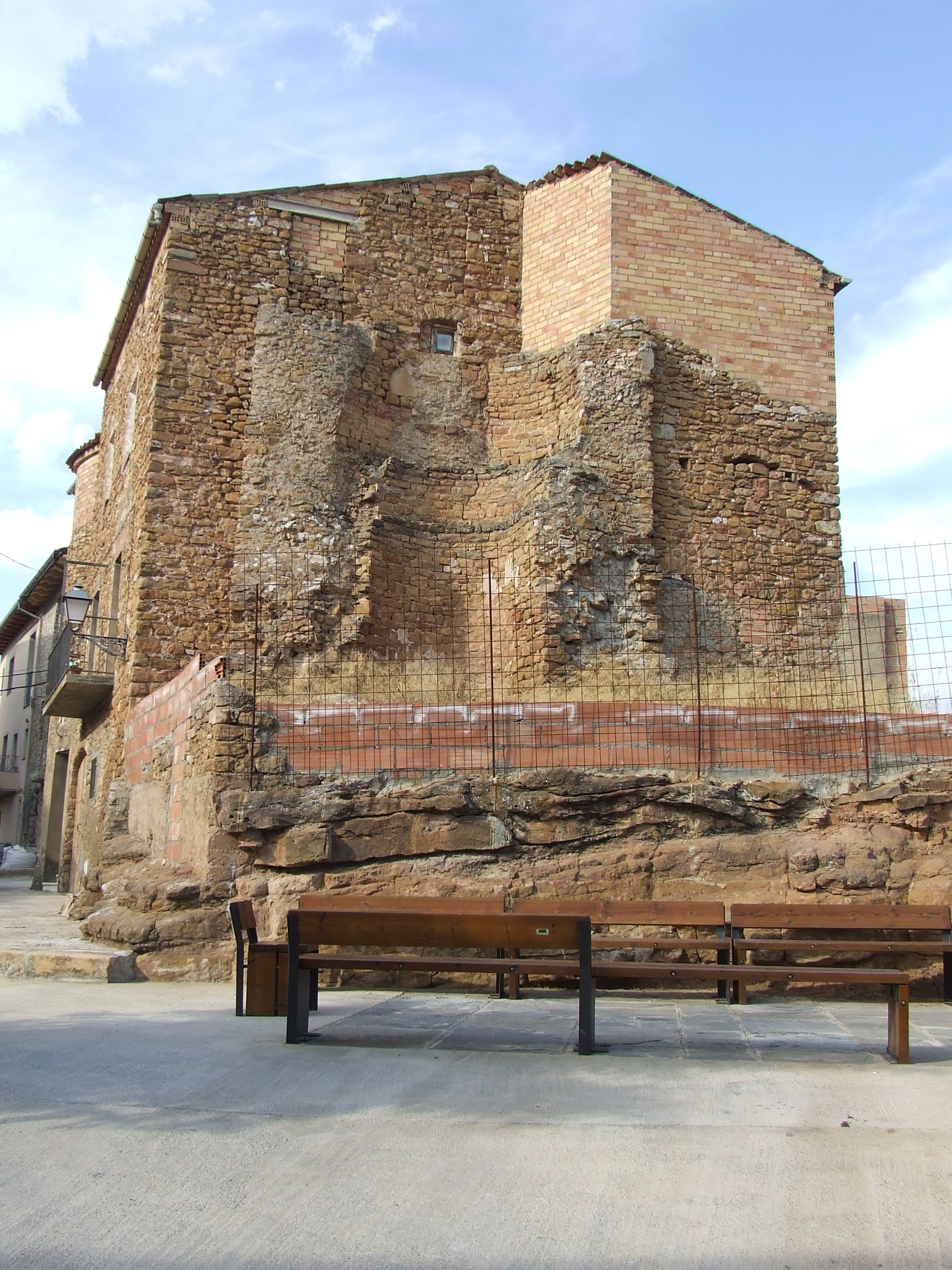
Burgrest von Talarn
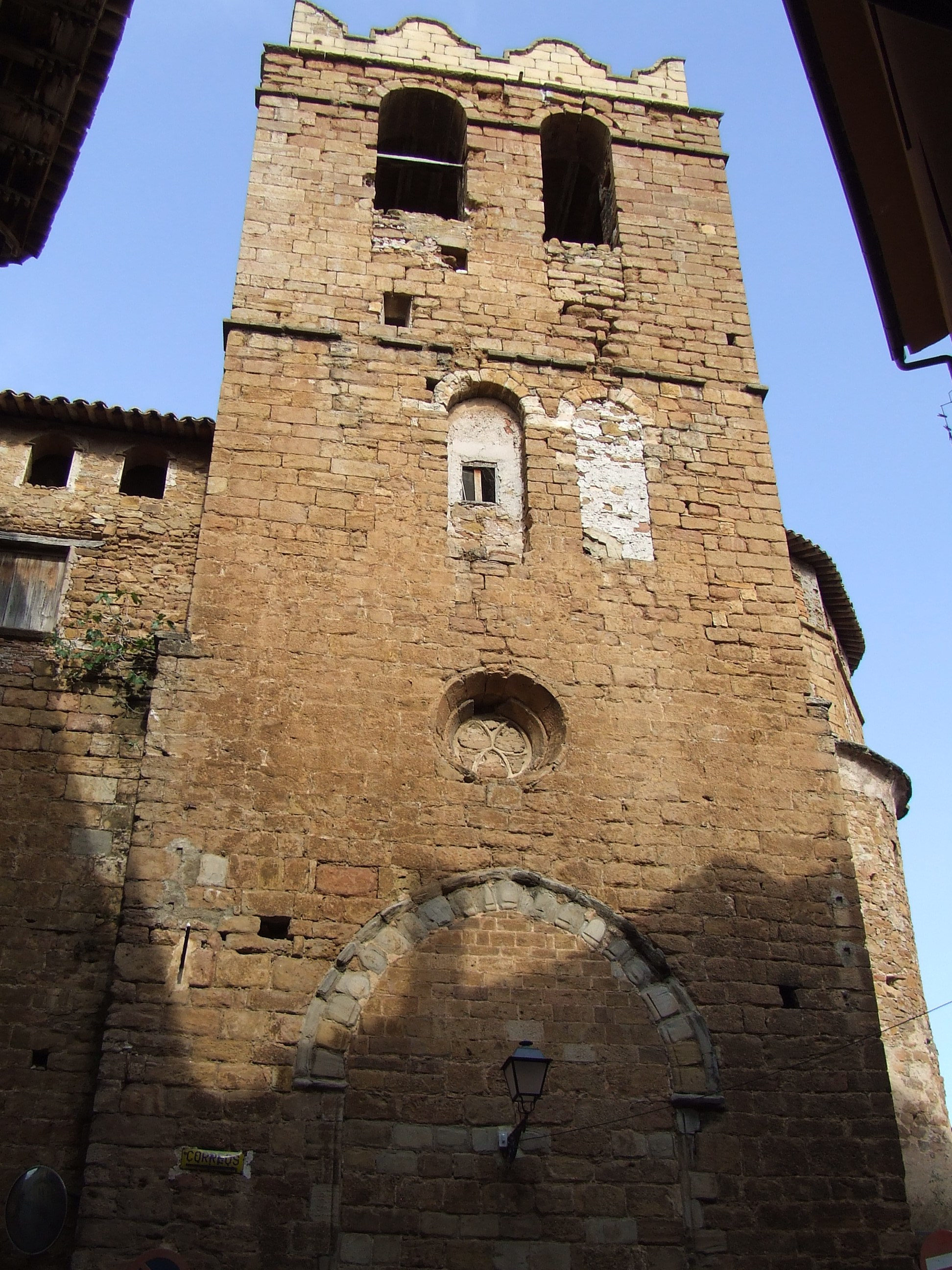
Martinskirche
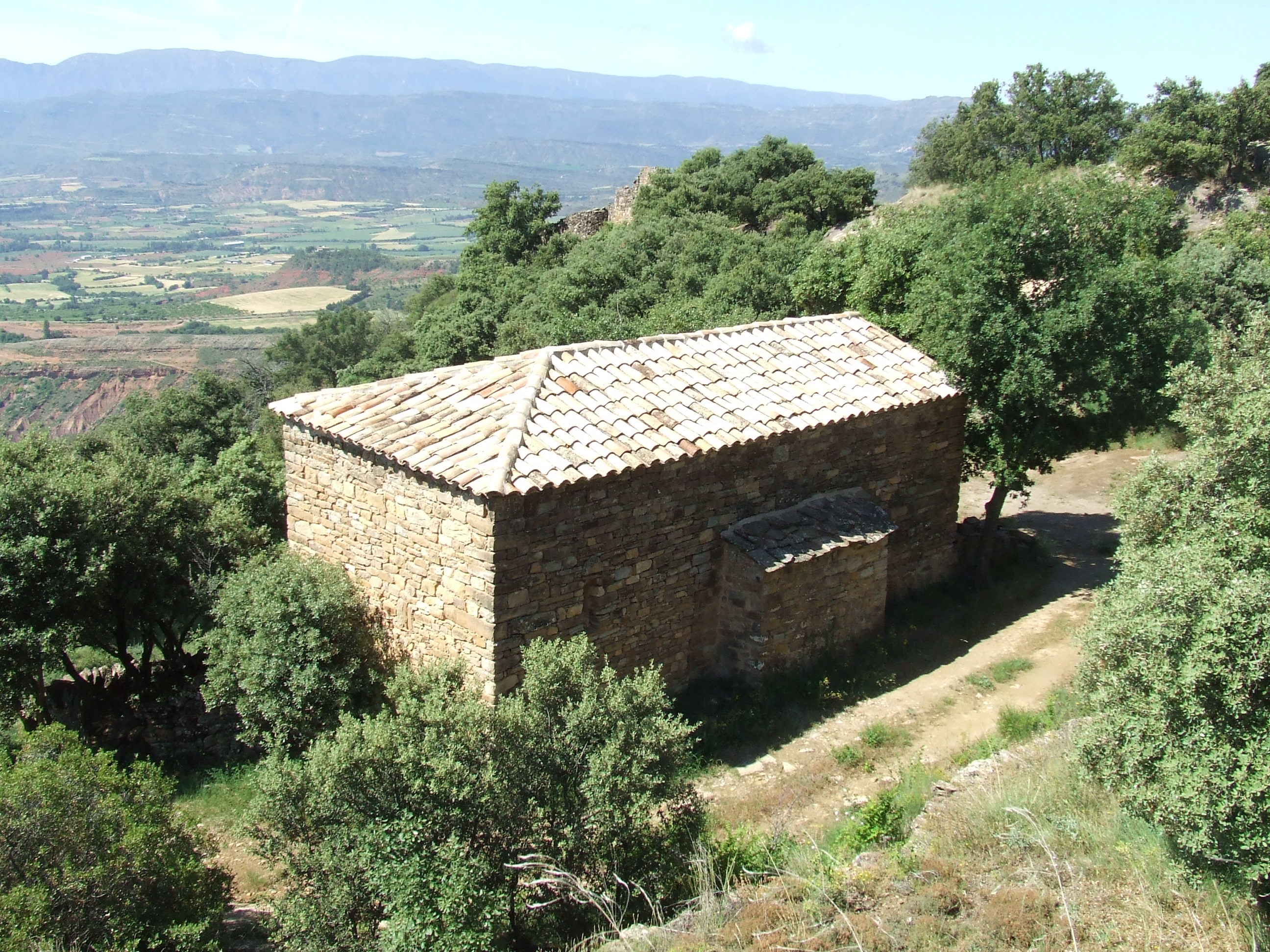
Marienkirche
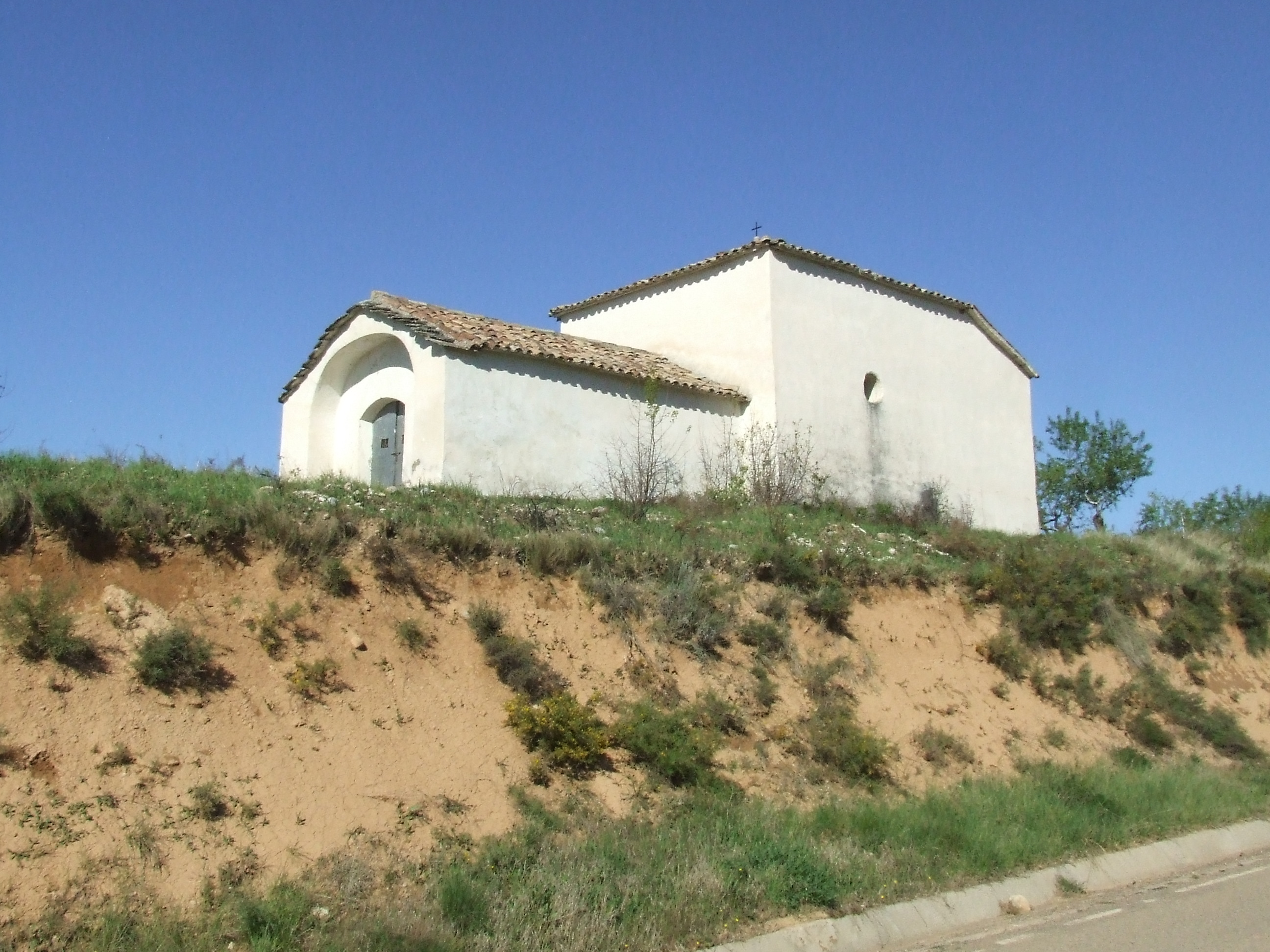
Kalvarienkapelle

## Persönlichkeiten
- Joaquín Ibáñez Cuevas y de Valonga (1784–1825), 3. Baron von Eroles, Politiker und General
- Ana María Janer Anglarill (1800–1885), Gründerin der Ordensgemeinschaft der Germanes de la Sagrada Família d’Urgell, 2011 selig gesprochen